# 赤澤朝陽
株式会社赤澤朝陽（あかざわちょうよう）は、東京都台東区寿に本店を置く仏壇・仏具製造販売会社。室町時代に内陣師（宮大工）として創業し、のち江戸時代の1805年（文化2年）に日光東照宮造営のため江戸に移った。1952年（昭和27年）株式会社登記。

## 沿革
- 1805年（文化2年）に室町時代より内陣師として家業を興し、文化年間日光東照宮修復工事責任者となり御用仏師として江戸に移った。
- 1941年（昭和16年）に個人営業を会社組織に変更、有限会社三宝洞赤澤朝陽仏具店として発足。
- 1952年（昭和27年）に株式会社に組織変更。株式会社三宝洞赤澤朝陽仏具店となる。
- 1958年（昭和33年）に一般仏壇仏具の製造販売を廃し創価学会用の仏壇仏具専門となった。
- 1963年（昭和38年）に株式会社赤澤朝陽と名称変更。

## 備考
- 店舗が創価学会の会館施設の近くにある。